# NRK P1

Logotypen för NRK P1

NRK P1 är en av NRK:s radiokanaler och Norges största radiokanal med cirka 1,9 miljoner lyssnare dagligen. Det är Norges äldsta radiokanal som startade 1933. Huvudkontoret ligger i Tyholt i Trondheim.
Radiokanalen sänder flera regionala programmar dagligen från 17 regionala kontor över hela landet.